# Nossa Senhora do Rosário (São Nicolau)
Nossa Senhora do Rosário é uma freguesia de Cabo Verde. Pertence ao concelho de Ribeira Brava e à ilha de São Nicolau. A sua área coincide com a Paróquia de Nossa Senhora do Rosário, e o feriado religioso é celabrado a 7 de outubro, dia da Nossa Senhora do Rosário.

## Aldeias[1]
- Água das Patas (pop: 108)
- Belém (pop: 132)
- Boqueirão (pop: 15)
- Cachaço (pop: 393)
- Caleijão (pop: 300)
- Campinho (pop: 266)
- Canto Fajã (pop: 238)
- Carriçal (pop: 190)
- Chã de Norte (pop: 17)
- Figueira de Cocho (pop: 1)
- Juncalinho (pop: 433)
- Lompelado (pop: 416)
- Morro (pop: 146)
- Morro Alto
- Morro Brás (pop: 188)
- Pico Agudo (pop: 118)
- Pombas (pop: 125)
- Preguiça (pop: 567)
- Ribeira Brava (pop: 1,936)
- Talho (pop: 308)